# Ampun Bang Jago
Ampun Bang Jago (en català: Tingues pietat, Bang Jago) és una cançó en malai de Manado de Jonathan Dorongpangalo (Tian Storm) i Everly Salikara (Everslkr), dos cantants de Bitung a Cèlebes. La cançó, que es va publicar el setembre de 2020, és d'una versió local i popular de Cèlebes anomenat disko tanah del gènere dance.
El títol de la cançó es podria traduir-se com «Tingues pietat, Bang Jago». El terme «bang jago» significa una figura d'autoritat, generalment referint-se a la policia. Per tant, significa que intentes recuperar-se després que una figura d'autoritat, o el bang jago, et tombi. En altres paraules, es tracta de la lluita de poder entre el poble i les autoritats. Inicialment, els autors Tian Storm i Everslkr feien referència a la burla que van rebre quan van començar a dedicar-se a la música, inclús per part del mateix gremi.
Quan es va publicar, ja es va fer famosa en la ciutat natal dels cantants. Poc després, en l'octubre del mateix de la publicació, es va esdevenir en un enorme fenomen cultural a Indònesia arran la seva utilització com cançó protesta per manifestants que estaven en contra de la llei òmnibus. Des de llavors, sovint s'utilitza la cançó o el títol Ampun Bang Jago per burlar-se de la brutalitat policial durant les manifestacions indonèsies. També es va viralitzar a nivell mundial a TikTok com una cançó de ball.
El 2 de febrer de 2021, la cançó es va tornar a ser conegut (NUMERO) a nivell mundial per un motiu diferent. El politòleg i periodista espanyol Àngel Marrades va piular un vídeo que va penjar Khing Hnin Wai, una instructora d'aeròbic, en que feia exercicis seguint el ritme de la cançó Ampun Bang Jago per un concurs de ball a l'entrada de l'Assemblea de la Unió, el parlament de Myanmar. En aquest vídeo, es veia el convoi militar que es dirigia a prendre el control del Parlament durant el cop d'estat de Myanmar sense que la instructora s'adonés compte.